# Хвичава, Антиса
Антиса Хвичава (груз. ანტისა ხვიჩავა; 8 июля 1880 года, Сачино, Цаленджихский район, Самегрело — 30 сентября 2012 года, там же) — почётный гражданин города Цаленджиха, которая в 2010 году предположительно считалась самой пожилой жительницей планеты после Тути Юсуповой, проживавшей в Узбекистане.

## Биография
Антиса Хвичава проживала в деревне Сачино Цаледжихского муниципалитета, край Самегрело — Земо-Сванети.
В 130 лет Антиса Хвичава ясно мыслила, играла в нарды и время от времени позволяла себе рюмку водки. Юбилей долгожительницы был широко отпразднован в Грузии. На юбилей собрались члены семьи, односельчане, представители районной администрации, сотрудники Агентства гражданского реестра Грузии, которые передали бабушке корзины, полные сладостей, и грузинское вино. В честь 130-летия жительницы Грузии фольклорный коллектив села Сачино исполнил её любимые песни. У Антисы Хвичавы имелся советский паспорт и некоторые дореволюционные документы, подтверждавшие возраст бабушки. По утверждению её родственников, в записях ошибка, и на самом деле Антиса Хвичава значительно старше. Антиса Хвичава работала в сельском хозяйстве до 1965 года, а в 85 лет вышла на пенсию. Если данные о её возрасте достоверны, то в этом случае одного из своих детей - Михаила, она родила почти в 60-летнем возрасте. По её утверждениям, у нее также было двое детей от предыдущего брака, но они умерли от голода во время Второй мировой войны.
Хвичава умерла 30 сентября 2012 года на 133-м году жизни. Была похоронена 7 октября в родной деревне, на похоронной процессии присутствовало более тысячи человек.